# Vivarais

Karte der ehemaligen Provinz Languedoc mit dem Vivarais (gelb) im Nordosten

Das Vivarais [vivaʁɛ] (okzitanisch Vivarés) war eine südfranzösische Landschaft am Fluss Ardèche rechts der unteren Rhône innerhalb der historischen Provinz Languedoc. Es war in seiner Ausdehnung nahezu deckungsgleich mit dem heutigen Département Ardèche. Hauptstadt der Provinz war die an der Rhône gelegene Kleinstadt Viviers.

## Geografie

### Lage

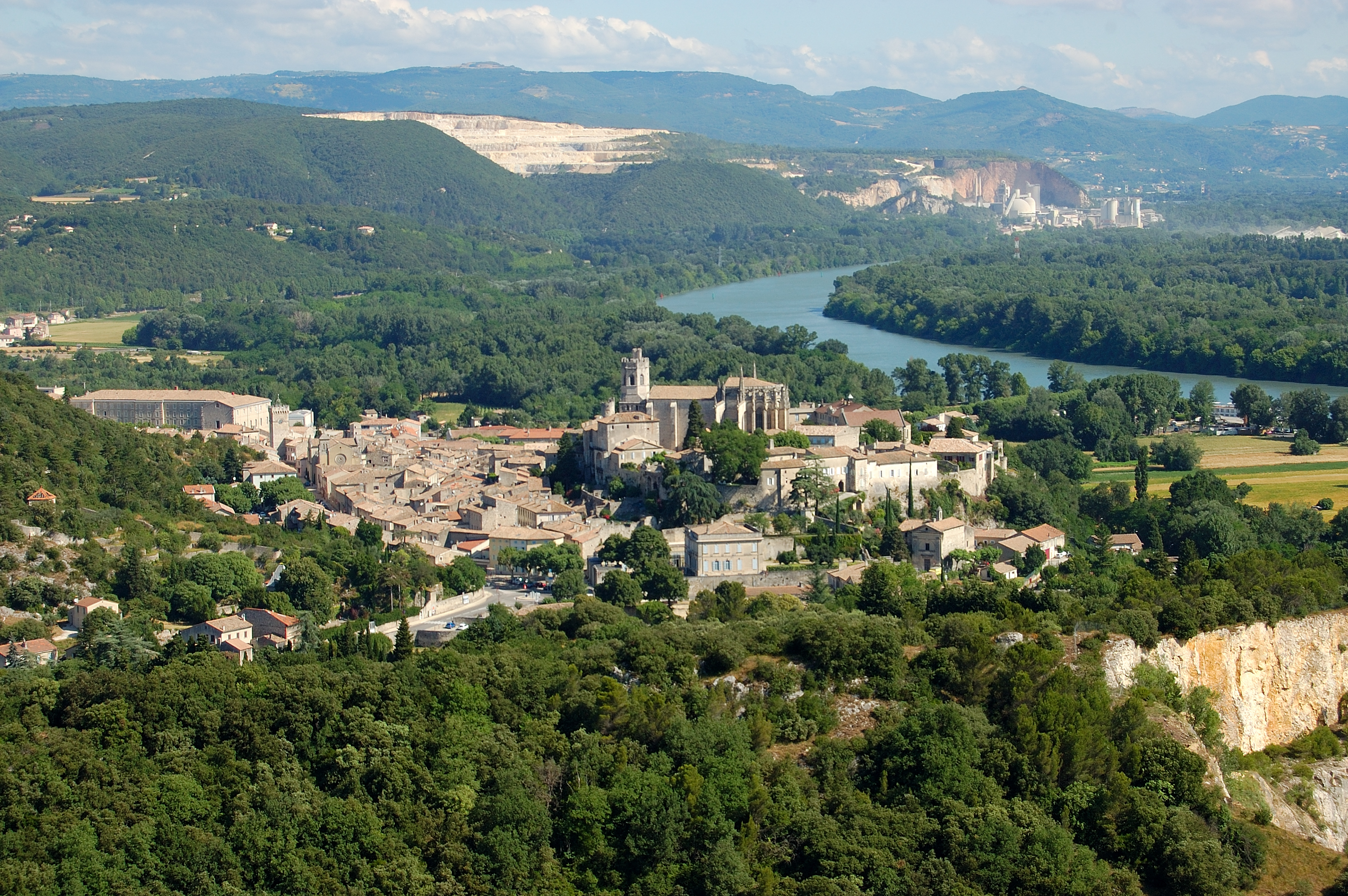
Viviers im Rhonetal war die Hauptstadt des Vivarais

Das ca. 200 bis ca. 1750 m hoch gelegene Vivarais wird nach Westen von den Cevennen begrenzt, zu denen auch die ehemalige Grafschaft des Gévaudan gehört. Im Nordwesten grenzt das Vivarais an das Velay mit seinen seit langem erloschenen Vulkanbergen (z. B. dem 1753 m hohen Mont Mézenc oder dem markanten ca. 1551 m hohen Mont Gerbier-de-Jonc). Nach Osten wird das Gebiet von der Rhône begrenzt und im Süden schließt sich die Weinlandschaft der Côtes-du-Rhône an.

### Geologie
Der nördliche Teil des Vivarais hat Böden vulkanischen Ursprungs, wohingegen die südlichen und südwestlichen Gebiete hauptsächlich von Kalkstein geprägt sind.

### Flüsse

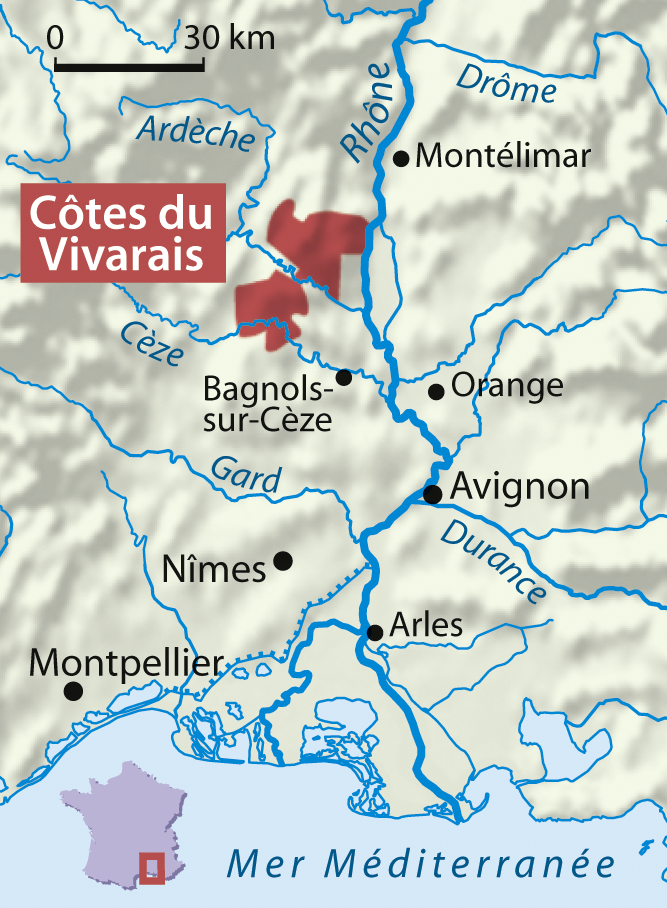
Weinbaugebiet Côtes-du-Vivarais

Wichtigster Fluss im Zentrum des Vivarais ist der Escoutay, der zahlreiche Bäche (ruisseaux) aufnimmt und nördlich von Viviers in die Rhône mündet. Den Norden entwässern die Ouvèze (bei Privas) und die Cance (bei Annonay); im Westen und Südwesten (z. B. bei Aubenas) fließt die Ardèche.

### Orte
Viviers mit seinen ca. 3.800 Einwohnern gilt zwar als Hauptstadt des Vivarais, doch sind andere Orte deutlich größer: Annonay (ca. 16.500), Aubenas (ca. 12.000), Tournon-sur-Rhône (ca. 10.000), Le Teil (ca. 8.700), Privas (ca. 8.000). Die annähernd nördlichste Gemeinde ist Vernoux-en-Vivarais (ca. 2.000); im Zentrum liegen Ruoms (ca. 2.200), Largentière (ca. 1.600) und Laurac-en-Vivarais (ca. 1.000).

## Wirtschaft
In früheren Jahrhunderten lebten die Bewohner als Selbstversorger von den Erträgen ihrer Felder und Hausgärten; daneben wurde auch in geringem Umfang Viehzucht (Schafe, Kühe) zur Versorgung mit Milchprodukten und Fleisch betrieben. Durch die Verbesserung der Transportmöglichkeiten im 20. Jahrhundert können auch weiter entfernte Märkte beliefert werden. Seit der Römerzeit wurde auch Wein angebaut; heute gibt es das klassifizierte Weinbaugebiet der Côtes du Vivarais mit etwa 650 ha Anbaufläche. Industrie gibt es nicht, doch existiert seit dem 19. Jahrhundert bei Le Teil ein großes Zementwerk, welches zur Gruppe Ciments Lafarge gehört.

## Geschichte

Wappen des Vivarais

Das Vivarais gehörte in vorrömischer Zeit zum Siedlungsgebiet des keltischen Volksstammes der Helvier; die Römer gründeten die Stadt Alba Augusta Helvorum, aus welcher der heutige Ort Alba-la-Romaine hervorging. Die eingefallenen Germanen von Stamm der Burgunden gründeten den Pagus Vivariensis (pagus = Bezirk) des altburgundischen Reichs. Er kam im Jahr 584 an das Fränkische Reich, 843 an Kaiser Lothar I., 870 an den westfränkischen König Karl den Kahlen, bald darauf an das Königreich Niederburgund und im Jahr 1032 mit diesem an das Heilige Römische Reich. Die Landschaft wusste sich jedoch der Herrschaft des deutschen Kaisers schon unter den letzten Staufern zu entziehen. Im 14. Jahrhundert an die französische Krone gelangt, bildete das Vivarais bis zum Beginn der Französischen Revolution einen Teil des Gouvernements Languedoc. Es blieb noch lange nach dem Edikt von Fontainebleau (1685) und der Vertreibung der Hugenotten ein geheimes Zentrum des Protestantismus in Frankreich.
In der Zeit des Zweiten Weltkriegs gehörte das Vivarais zur unbesetzten Zone Frankreichs. Einige Dörfer um Le Chambon-sur-Lignon im Nordwesten des Vivarais spielten wichtige Rollen als Verstecke für Juden und Widerstandskämpfer.

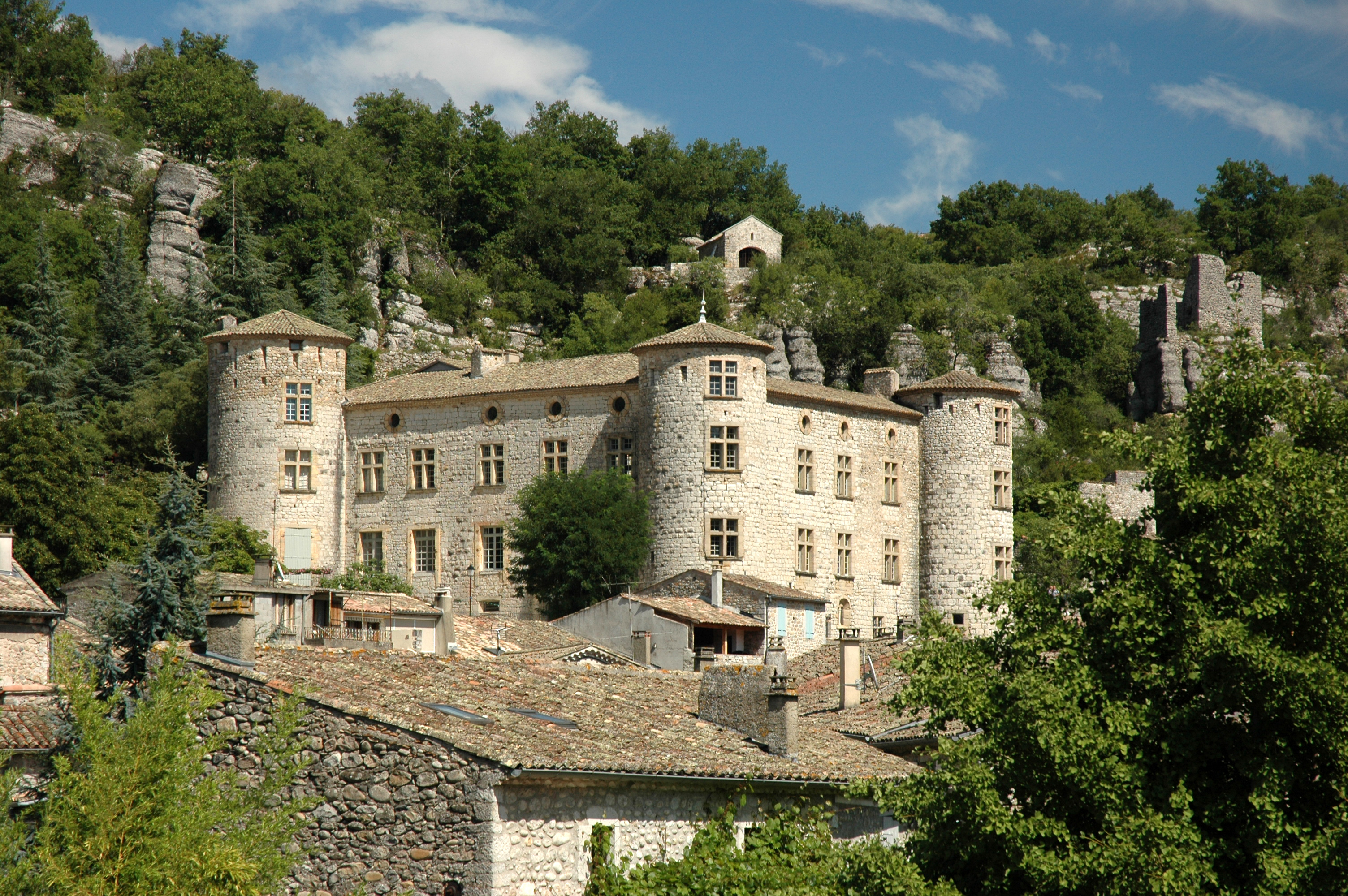
Château de Vogüé in Vogüé

## Sehenswürdigkeiten
Neben reizvollen landschaftlichen Aspekten vor allem entlang des Ardèche-Tals bietet das Vivarais auch kulturelle Sehenswürdigkeiten: Beim Ort Alba-la-Romaine liegen die Ruinen der Römerstadt Alba Augusta Helvorum. Aus dem hohen und späten Mittelalter stammen der Ort und die Kathedrale von Viviers, wobei letztere vor allem durch ihren spätgotischen Chor beeindruckt. Außerdem sehenswert sind das Schloss Aubenas oder die Reste der mittelalterlichen Stadtmauer von Ruoms. Eindrucksvoll ist auch der Ort Vogüé mit seinem im 16. Jahrhundert erbauten Schloss.

## Persönlichkeiten
- François de Tournon (* 1489 in Tournon-sur-Rhône, † 1562), Kardinal
- Olivier de Serres (* 1539 in Villeneuve-de-Berg, † 1619 in Mirabel), Agronom
- Antoine Court (* 1696 in Villeneuve-de-Berg, † 1760), protestantischer Prediger und Pastor
- Matthias Desubas (* 1720 bei Vernoux, † 1746), Hugenotten-Prediger
- Joseph Michel Montgolfier (1740–1810), Erfinder des Heißluftballons, der Montgolfière
- Jacques Étienne Montgolfier (1745–1799), Erfinder des Heißluftballons, der Montgolfière
- Jean-Louis Giraud-Soulavie (* 1751 in Largentière, † 1813), Naturforscher und Historiker
- Honoré Flaugergues (* 1755 in Viviers, † 1830), Astronom